# Cruyff in the bedroom
cruyff in the bedroom（クライフ・イン・ザ・ベッドルーム）は、日本のロックバンドである。ジャンル的にはシューゲイザーに分類される。近年の作品はジャズ、ポストロック、ハウス、ワールドミュージック等、様々なジャンルの要素が散見される。アメリカのシューゲイザー専門レーベルのclairecordsにより、「キング・オブ・シューゲイザー」と名付けられ、最近はバンドサイドでもそう自称している。ハタがTHE ZIP GUNSのボーカルとして活動中にシューゲイザー、クリエイション・レコーズと出会い、それらに影響を受けた音作りを取り入れようとしてバンド内で対立が生じ、THE ZIP GUNSは解散。その後、1998年にハタとヒロナカを中心にcruyff in the bedroomが結成される。ハタはサッカー好きとして知られ、日本がワールドカップ初出場を果たした1998年に結成したことを強調したり、音源の発売を「kick off」と称したり、サッカー雑誌の取材を受けたり、ライブでガンバ大阪のタオルを使用したりしている。バンド名の由来も、オランダのサッカー選手のヨハン・クライフである。

## メンバー
ハタ ユウスケ
大阪府出身。大阪府立香里丘高等学校卒業。ボーカルとギターと、全曲の作詞作曲を担当している。上記の通りサッカー好きで、ガンバ大阪のファン。バンド結成前はベースのヒロナカとともにTHE ZIP GUNSのメンバー。ギタープレイでは、リバース・ディレイの多用と、容赦ない轟音が持ち味。クライフ以外にも、DJとして、また、ハタユウスケグループというサイド・プロジェクトで、活動している。ヨーロッパびいきで、好きな街はアントウェルペン、好きな画家はゴッホ、好きなサッカー選手はヨハン・クライフとジョルディ・クライフ。
サンノヘ シゲカズ
秋田県出身。ギターとコーラスを担当している。ハタ曰く「シゲにしか出せない」柔らかな空間系サウンドが持ち味。雄弁なハタに比べ、ステージ上では寡黙だが、ときおり純朴そうな発言をする。干し芋とカレーが好物だという。1995～1997年まで、CRIPTONで山戸繁和として活動していた。
ヒロナカ ヒデユキ
大阪府出身。ハタと同じ、香里丘高校卒業。ベースを担当している。サングラスがトレードマークで、ステージ上ではサンノヘ以上にもの静か。バンド結成前はハタとともにTHE ZIP GUNSのメンバー。動きのあるプレイスタイルで、最新作「saudargia」ではダンスナンバーにおいて本領を発揮している。
タツイ ミキヤ
サポートメンバーとしてドラムを担当している。時には激しく、時には細やかなリズムパターンを見せ、静と動のコントラストが顕著なクライフのサウンドに貢献している。

## 元メンバー
キムラリョウ
サンノヘ加入前にギターを担当していた。クライフとは別にやっていたプロジェクトがメジャー・デビューを果たしたのを機に脱退。
ミヤガワツヨシ（宮川剛）
ドラムを担当していたが、最新作「saudargia」のレコーディングの際に、「ポップなレコードを作りたい」と言うハタと「音楽をやっている人間の顔が見えるような音作りがしたい」というミヤガワの価値観の対立により、脱退。元来ジャズドラマーであるだけあって、繊細なテクニックとグルーブ感を持ち合わせている。また、ブラジルの打楽器にも精通しているという。

## ディスコグラフィー

### アルバム
- perfect silence（2002年）
クライフのアルバムではもっとも正統派シューゲイザーに近いサウンド。陰鬱な曲が多い。また、近年のクライフに顕著なジャンルの吸収の傾向も、「my love shape」や「carillon blue」で見られる。
- hikarihimawari（2003年）
今までの正統派シューゲイザー的な楽曲(「a walk at twilight」「sunflowers bloom in dark」)と並んで、ジャム色の強いジャジーな楽曲(「la cafe-terras, le soir」「alyscamps」)やヨーロッパ風な楽曲(「she goes to the world's end」)、ポストロック的な楽曲(「hikari cathedral」)等も収録されている。
- young and blind（2007年）
初期のepやコンピレーション収録曲等の入手困難曲を収録したコンピレーション。カーヴやメディスン、マイ・ブラッディ・ヴァレンタインやライドに強く影響されたノイジーかつダンサブルな楽曲が多く入っており、中には自他ともに認める明らさまな盗用も見受けられる。「loved」「plastique bag」等のライブ定番曲が収録されている。
- saudargia（2008年）
オリジナル・アルバム三作目。「キング・オブ・シューゲイザー」の称号を公式に使い始めてから初めての作品。kaskade等のダンスミュージックに影響された四つ打ちの楽曲([clear light, white cloud」「rakuen」「suilent」「twinkle twinkle」「tablet」)が多々収録されている一方、「hikarihimawari」の残り香を感じさせる楽曲(「cherry」「frozen」)や初期クライフのようなサウンドの「euiro」も並ぶ。また、ほぼ全曲が英語詞だったクライフが今作では大胆に日本語詞を導入している。
- ukiyogunjou（2010年）
- hacanatzkina（2012年10月3日）
- HATE ME（2017年5月10日）

### ミニアルバム
- top of the world (2001年)
6曲入りのミニアルバム(現在廃盤)で、全曲通してフィードバックノイズが途切れることなく鳴り続けるようなシューゲイザーらしさ全開の一作。ライドの「like a daydream」をほうふつさせる「slave」やヴェルヴェット・アンダーグラウンドへのオマージュ「nico」、ヨーロピアンなアコースティックギターのリフがループされる「what she said」等が収録されている。

### EP
- shoegazer of happy valley E.P.（2001年11月7日）
- laurelei EP（2015年5月14日）
- FUZZ ME!!! EP（2015年11月29日）
- tiny dancer EP（2016年4月17日）
- lazy sugar doll E.P.（2023年9月22日）